# Peters Township (Washington County, Pennsylvania)
Peters Township ist eine Gemeinde im Washington County im US-Bundesstaat Pennsylvania und Teil der Metropolregion Pittsburgh. Bei der Volkszählung 2020 betrug die Einwohnerzahl 22.946.

## Geschichte
Peters Township wurde 1781 als eines der dreizehn ursprünglichen Townships von Washington County gegründet. Das Gebiet war zuvor Teil des Yohogania Countys, das Virginia beansprucht wurde, bevor der Grenzstreit dieses Staates mit Pennsylvania beigelegt wurde. Im Laufe der Jahre wurden Teile des Peters Township abgetrennt, um andere Township zu bilden; schließlich verblieb die derzeitige Konfiguration von 19,5 Quadratmeilen (51 km²).
Peters Township wurde nach William „Indian“ Peters benannt. Es besteht Unsicherheit bezüglich der Rasse von Peters, wobei einige Quellen behaupten, dass er ein Indianer war und andere, dass er ein weißer Mann war, der mit einheimischen Indianern Handel trieb. Unabhängig davon ist die Bezeichnung „Indian“ (bzw. Indianer) seit langem mit Peters Township verbunden.
Einige der ersten Siedler waren James und Joshua Wright, James Matthews, John Sweringer, Rev. David Phillips, Andrew Dunlevy, Daniel Townsend, William Fife und Robert Bell. Peters Township war ursprünglich eine Bauerngemeinde. Später wurde Kohlebergbau zu einer wichtigen Industrie, die zur Entstehung des Orts Hackett führte; heute eine kleine Siedlung 1,2 Meilen (2 km) östlich von Venetia.
Peters Township blieb bis in die 1950er Jahre eine dünn besiedelte ländliche Gemeinde. 1950 betrug die Einwohnerzahl 3.004. Bis zum Jahr 2000 war diese Zahl auf 17.556 gestiegen. 1976 trat die Selbstverwaltungsurkunde (home rule) der Gemeinde in Kraft. Dies änderte die Regierungsform vom damals vorherrschenden Second Class Township Supervisor-Format zur gegenwärtigen Council-Manager-Form.
Das aktuelle Pfeilspitzenlogo der Gemeinde wurde mit der Selbstverwaltungsurkunde festgelegt. Als Muster wurde eine in Peters Township gefundene Pfeilspitze übernommen.
Peterswood Park in der Gemeinde beherbergt das Peters Township Recreation Center sowie mehrere Fußball-, Baseball-, Softball- und Fußballfelder. Außerdem gibt es ein Amphitheater sowie mehrere Pavillons.
Das 1815 errichtete Enoch Wright House wurde 2007 in das National Register of Historic Places aufgenommen.

## Geographie
Nach Angaben des United States Census Bureau hat die Gemeinde eine Gesamtfläche von 19,8 Quadratmeilen (51,2 km²), von denen 19,6 Quadratmeilen (50,7 km²) Land und 0,2 Quadratmeilen (0,5 km²) Wasser sind. Die Hauptverkehrsstraßen in Peters Township sind der U.S. Highway 19, der als Washington Road zwischen Pittsburgh und dem County-Sitz Washington das Gemeindegebiet in Nord-Süd-Richtung durchquert, und die East McMurray Road in Richtung Osten und Westen.

### Gemeinschaften
Peters Township besteht aus zwei Ortsteilen. Diese sind:
- McMurray im Nordwesten
- Venetia im Südosten.

### Umliegende Gemeinden
Peters Township hat sechs Grenzen zu anderen Townships: Upper St. Clair Township und Bethel Park (beide im Allegheny County) im Norden, Union Township im Osten, Nottingham Township im Süden, North Strabane Township im Süden und Südwesten sowie Cecil Township im Westen.

## Demographie

### Volkszählung 2000
Bei der Volkszählung von 2000 lebten in der Gemeinde 17.566 Menschen, 6.026 Haushalte und 5.091 Familien. Die Bevölkerungsdichte betrug 896,6 Einwohner pro Quadratmeile (346,2/km²). Es gab 6.221 Wohneinheiten mit einer durchschnittlichen Dichte von 317,5 pro Quadratmeile (122,6/km²). Die ethnische Zusammensetzung der Gemeinde bestand zu 97,81 % aus Weißen, zu 0,48 % aus Afroamerikanern, zu 0,03 % aus amerikanischen Ureinwohnern, zu 1,09 % aus Asiaten, zu 0,03 % aus Pazifikinsulanern, zu 0,20 % aus anderen Rassen und zu 0,37 % aus zwei oder mehr Rassen. Hispanoamerikaner oder Latinos jeder Rasse machten 0,72 % der Bevölkerung aus.
Es gab 6.026 Haushalte, von denen 41,8 % Kinder unter 18 Jahren bei sich lebten, 77,5 % verheiratete Paare waren, die zusammen lebten, 5,2 % eine weibliche Haushaltsvorstandsperson ohne Ehemann hatten und 15,5 % keine Familien waren. 13,8 % aller Haushalte bestanden aus Einzelpersonen, und in 6,1 % lebte jemand allein, der 65 Jahre oder älter war. Die durchschnittliche Haushaltsgröße betrug 2,87 und die durchschnittliche Familiengröße 3,17.
Die Bevölkerungsverteilung bestand aus 29,4 % unter 18 Jahren, 4,1 % von 18 bis 24, 25,4 % von 25 bis 44, 28,2 % von 45 bis 64 und 13,0 % von 65 Jahren oder älter. Das Durchschnittsalter betrug 41 Jahre. Auf 100 Frauen kamen 94,3 Männer. Auf 100 Frauen ab 18 Jahren kamen 91,6 Männer.
Das Durchschnittseinkommen eines Haushalts in der Gemeinde betrug 102.320 USD und das Durchschnittseinkommen einer Familie 108.246 USD (Schätzung von 2007). Das Pro-Kopf-Einkommen der Gemeinde betrug 36.606 $. Etwa 1,1 % der Familien und 1,7 % der Bevölkerung lebten unterhalb der Armutsgrenze, darunter 1,1 % der unter 18-Jährigen und 1,5 % der über 65-Jährigen.

### Volkszählung 2010
Bei der Volkszählung von 2010 lebten in der Gemeinde 21.213 Menschen, 7.292 Haushalte und 6.079 Familien. Die Bevölkerungsdichte betrug 1.071,4 Einwohner pro Quadratmeile (414,9/km²). Es gab 7.559 Wohneinheiten mit einer durchschnittlichen Dichte von 381,8 pro Quadratmeile (148,2/km²). Die ethnische Zusammensetzung der Gemeinde bestand zu 96,2 % aus Weißen, zu 0,5 % aus Afroamerikanern, zu 0,1 % aus amerikanischen Ureinwohnern, zu 2,0 % aus Asiaten, zu 0,3 % aus anderen Rassen und zu 0,9 % aus zwei oder mehr Rassen. Hispanoamerikaner oder Latinos jeder Rasse machten 1,5 % der Bevölkerung aus.
Von den insgesamt 7.292 Haushalten lebten in 40,7 % Kinder unter 18 Jahren, 75,3 % waren verheiratete Paare, die zusammen lebten, 5,4 % hatten eine weibliche Haushaltsvorstandsperson ohne anwesenden Ehemann, und 16,6 % waren keine Familien. 14,2 % aller Haushalte bestanden aus Einzelpersonen, und in 5,9 % lebte jemand allein, der 65 Jahre oder älter war. Die durchschnittliche Haushaltsgröße betrug 2,88 und die durchschnittliche Familiengröße 3,20.
Das durchschnittliche Einkommen pro Haushalt beträgt 155.752 $. In der Gemeinde verteilte sich die Bevölkerung mit 31,1 % unter 18 Jahren, 2,7 % zwischen 18 und 24 Jahren, 19,7 % zwischen 25 und 44 Jahren, 33,1 % zwischen 45 und 64 Jahren und 13,4 %, die 65 Jahre oder älter waren. Das Durchschnittsalter betrug 43 Jahre. Auf 100 Frauen kamen 96,7 Männer. Auf 100 Frauen ab 18 Jahren kamen 93,3 Männer.

## Bildung
Der Peters Township School District hat zwei Grundschulen (Bower Hill Elementary School und Pleasant Valley Elementary School), die Schüler der Klassen K–3 unterrichten. Diese Grundschulen sind für die einzelnen Gemeinden aufgeteilt (McMurray und Venetia für Pleasant Valley bzw. Bower Hill).
Die weiterführende Grundschule (McMurray Elementary School) bildet Schüler der Klassen 4–5 aus. Die Peters Township Middle School bildet Schüler der Klassen 6–8 aus. Die Peters Township High School bildet Schüler der Klassen 9–12 aus.

## Wirtschaft und Infrastruktur

### Feuerwehr
Das Peters Township Fire Department wurde ursprünglich 1937 als reine Freiwilligenorganisation gegründet. Es hat sich zu einer Freiwilligen Feuerwehr mit hauptamtlichen Kräften entwickelt; diese Organisationsform wird im Amerikanischen als „Combination Fire Department“ bezeichnet. Im Jahr 2023 gab es 13 hauptamtliche und 20 freiwillige Kräfte.
Die rund um die Uhr besetzte Hauptfeuerwache 1 steht an der East McMurray Road nahe der Kreuzung mit dem U.S. Highway 19 im Bereich Donaldsons Crossroads im Westen McMurrays. Wache 2 ist ein Feuerwehrhaus im Osten McMurrays. Wache 3 für den Bereich Venetia ist ein 2021 begonnener Neubau, der 2023 mit hauptamtlichen Kräften in Betrieb gehen sollte.
Besetzt werden können insgesamt 10 Fahrzeuge (Stand 2023): Drei Tanklöschfahrzeuge, ein Rüstwagen (Heavy Rescue), ein Quint mit eingebauter 109 Fuß langer Drehleiter, Pickups und SUVs mit verschiedenen Aufbauten und ein Utility Terrain Vehicle.
Das Department ist für die Versorgungsstufe Advanced Life Support – Quick Response Service beim Bundesstaat Pennsylvania zugelassen. Kräfte mit Zertifizierung als Emergency Medical Technician oder Paramedic können die auf mehreren Fahrzeugen vorgehaltene Ausrüstung zur notfallmedizinischen Erstversorgung nutzen.